# Сверлила
Сверли́ла, или сверлильщики, или буравельщики (Lymexylidae =Lymexylonidae) — семейство насекомых из отряда жесткокрылых. Единственное семейство из надсемейства Lymexyloidea.

## Описание
Длина тела 7—18 мм. Имеют продолговатые, цилиндрические тела с укороченными надкрыльями. Покровы мягкие. Характерен половой диморфизм. Лапки с длинными промежуточными сегментами. Щиток с продольным килем.

## Экология
Личинки живут в древесине, вредят, так как просверливают ходы диаметром 1—2 мм (отсюда их название). Пораженная ими древесина становится непригодной для выработки из неё изделий.

## Палеонтология
Древнейшие достоверные представители семейства были найдены в нижнемеловых отложениях Бразилии. Сверлильщики с характерными укороченными надкрыльями обнаружены в бирманском янтаре.  

## Синонимы
- Lymexylidae
  - =Atractoceridae Laporte, 1840a
  - =Diversipalpes Mulsant & Rey, 1863—1864
  - =Lymexylonidae
  - =Terediles Boheman, 1851
  - =Teredyles Lacordaire, 1830

## Классификация
Относится к группе Cucujiformia и надсемейству Lymexyloidea Fleming, 1921. Около 70 видов.

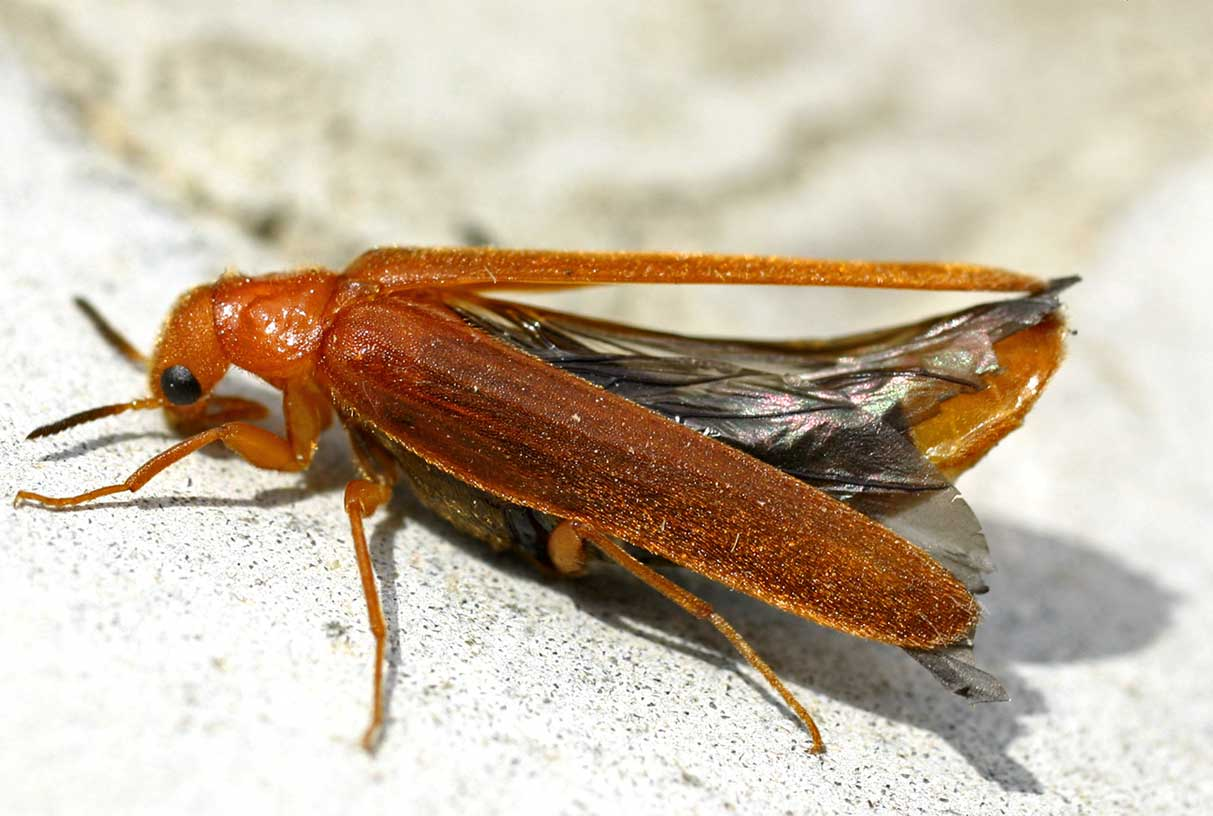
Hylecoetus dermestoides

- Atractocerus Palisot de Beauvois, 1801
- Arractocetus Kurosawa, 1985
- Australymexylon Wheeler, 1986
- Fusicornis Philippi, 1866
- Hylecoetus Latreille, 1806 (= Elateroides Schaeffer, 1766)
  - Hylecoetus dermestoides (Linnaeus, 1761)
- Lymexylon Fabricius, 1775
  - Lymexylon navale (Linnaeus, 1758)
- Melittomma Murray, 1867
- Melittommopsis Lane, 1955
- Promellittomma Wheeler, 1986
- Urtea Paulus, 2004[7]

## Виды России
В Европе 3 вида. В России представлены 4 видами двух родов — Hylecoetus (= Elateroides) (3 вида) и Lymexylon (1 вид) (источник оценки: А. Г. Кирейчук, 1995).
- Лиственный сверлило, Hylecoetus dermestoides (Linnaeus, 1761) [8]
- Hylecoetus flabellicornis (Schneider, 1791)
- Корабельный сверлило, Lymexylon navale (Linnaeus, 1758)[9][10]